# Trojstveni Markovac
Trojstveni Markovac je naselje u Republici Hrvatskoj, u sastavu Grada Bjelovar, Bjelovarsko-bilogorska županija.  

## Opis
Naselje se nalazi sjevero-istočno od gradskog centra. Naselje je jače urbanizirano prijelazno naselje te kroz naselje prolaze ceste D28 i D43 kao i dio istočne bjelovarske obilaznice.
Unutar naselja se nalaze šume Lug i šuma Šljukingon te kroz Trojstveni Markovac prolaze riječica Bjelovacka i potok Dobrovita.

## Stanovništvo
Prema popisu stanovništva iz 2001. godine, naselje je imalo 1280 stanovnika te 388 obiteljskih kućanstava, a prema popisu iz 2011. naselje je imalo 1301 stanovnika
| broj stanovnika | 280   | 306   | 370   | 291   | 338   | 474   | 520   | 529   | 461   | 505   | 551   | 794   | 1198  | 2101  | 1280  | 1301  | 1226  |
|                 | 1857. | 1869. | 1880. | 1890. | 1900. | 1910. | 1921. | 1931. | 1948. | 1953. | 1961. | 1971. | 1981. | 1991. | 2001. | 2011. | 2021. |

## Znamenitosti
- Kapela sv. Leopolda Mandića, kapela u Trojstvenom Markovcu te nekadašnje sjedište bivše župe Leopolda Mandića.
- Spomen područje Lug spomen područje žrtavama Drugog svjetskog rata unutar istoimene šume.
- Ribnjak Lug, umjetno jezero uz Bjelovacku u vlasništvu ŠRD „Bjelovacka“ Lug-Trojstveni Markovac
- Bjelovarski vrt, zapušteni rasadnik i nekadašnja drveća mamutovca u Trojstvenom Markovcu, nekoć jedan od najvećih rasadnika u bivšoj Jugoslaviji. Bjelovarski vrt je planiran za buduću prenamijenu u gradski park.

## Galerija
- Kapela sv. Leopolda Mandića
- Umjetno jezero Lug
- Spomen područje Lug
- Zapušteni ulaz u Bjelovarski vrt